# SP Kyōto FC
SP Kyōto FC (jap. SP京都FC Esu Pī Kyōto Efu Shī) war ein japanischer Fußballverein aus Mukō in der Präfektur Kyōto. Er spielte zwischen 2003 und 2015 in der Japan Football League.

## Geschichte
Der Verein wurde 1986 unter dem Namen Sagawa Insatsu Soccer-bu (佐川印刷サッカー部, ~ Sakkā-bu, engl. Sagawa Printing SC) als Firmenmannschaft des gleichnamigen Druckmaschinenkonzerns gegründet. In den ersten Jahren war der Verein ausschließlich in den unteren Ligen der Präfektur Kyōto aktiv, ehe 1999 der Aufstieg in die höchste Präfekturliga gelang; ein Jahr später erreichte man die Kansai-Regionalliga. Nach dem Gewinn der Meisterschaft 2002 und einem anschließenden zweiten Platz in der nationalen Regionalligen-Finalrunde hatte man als letzte Hürde zum Aufstieg den Fünfzehnten der Japan Football League 2002, Shizuoka Sangyo University FC, in Relegationsspielen zu überwinden. Nach torlosem Hin- und Rückspiel setzte sich Sagawa Printing schließlich mit 5:3 im Elfmeterschießen durch.
Seit dem Aufstieg in die JFL erreichte das Team zumeist einen Platz im gesicherten Mittelfeld der Tabelle. Das beste Resultat erzielte man 2014 mit einem zweiten Platz in der Gesamttabelle, wobei sogar die Rückrundenmeisterschaft der getrennt gewerteten Saison gewonnen werden konnte. Im selben Jahr erfolgte die Aufnahme des Präfekturnamens in den Vereinsnamen (佐川印刷京都サッカークラブ, Sagawa Insatsu Kyōto Sakkā-bu); bereits ein Jahr später erfolgte eine erneute Umbenennung zu SP Kyōto FC. Gegen Ende der Saison 2015 wurde das Team aufgelöst.